# Брагинский, Иосиф Самуилович
Израэли-Ио́сиф Самуи́лович Браги́нский (18 июня 1905, Баку — 23 июля 1989, Москва) — советский востоковед, критик и литературовед, автор трудов по истории культуры и литературы Средней Азии и Ирана, таджикской и персидской литературы.
Доктор филологических наук. Член-корреспондент Академии наук Таджикской ССР. Участник Великой Отечественной войны. Награждён орденом Красной Звезды и медалями. Заслуженный деятель науки Таджикской ССР. Лауреат Государственной премии Таджикской ССР им. Авиценны (1974). Член Союза писателей СССР (1963).

## Биография
Родился 5 (18) июня 1905 г. в семье служащего. В 1920-х годах работал инструктором по работе среди молодёжи Совета пропаганды и действия народов Востока, заведующим клубом татской рабочей молодёжи. Окончил Московский институт востоковедения им. Н. Нариманова (1931). С 1933 года заместитель начальника политотдела совхоза Дангара, затем переведён в аппарат ЦК КП(б) Таджикистана, дослужился до поста заведующего отделом пропаганды и агитации. Тогда же познакомился с будущим директором Института востоковедения Б. Г. Гафуровым. С января 1940 года старший инспектор 7-го отдела ГлавПУ, полковой комиссар. Во время войны начальник редакционно-издательского отдела 7-го управления ГлавПУ, руководил антифашистскими школами немецких военнопленных. Представитель СССР в Национальном комитете «Свободная Германия». Уволен в запас в 1952 году в звании полковника.
Главный редактор журнала «Народы Азии и Африки» (с 1957). Ю. И. Семенов впоследствии вспоминал, что в условиях, когда «наше высшее партийное руководство взяло курс на ползучую ресталинизацию», а на заседании редакционной коллегии журнала «подавляющее большинство присутствовавших высказалось против публикации статьи», включая члена редакционной коллегии и заместителя заведующего международным отделом ЦК КПСС Р. А. Ульяновского, Брагинский сумел отстоять статью Семёнова «Из истории теоретической разработки В. И. Лениным национального вопроса» («Народы Азии и Африки». 1966. № 4.) (в которой Семёновым была дана «обстоятельная критика работы И. В. Сталина „Марксизм и национальный вопрос“» и «показано, что эта работа представляет собой не теоретический труд, а одну из многих выходивших в те годы популярных брошюр; в ней нет ни одной оригинальной мысли; в знаменитом четырёхэлементном сталинском определении нации три первых признака позаимствованы у К. Каутского, а четвёртый — у О. Бауэра; данное определение теоретически совершенно несостоятельно; часть текста в работе Сталина — это плагиат из сочинений К. Каутского и О. Бауэра; работа содержит массу грубейших неточностей и фактических ошибок») применив «всё свое дипломатическое искусство, чтобы склонить членов редколлегии к решению, согласно которому статья принималась, но при условии её коренной переработки» и настояв «на том, чтобы ему было предоставлено право самому решить, в достаточной ли степени переработана статья». Также Семёнов отметил, что через прошедшее после её публикации время узнал, что руководство отдела науки ЦК КПСС сделало предложение об обязательном включении «в программы курсов по философии, научному коммунизму и истории партии» этой работы Сталина, указав, что «с большим трудом противникам этого предложения всё же удалось провалить его» и высказав мнение, что «важным их аргументом являлась ссылка на мою статью, в которой, как они указывали, работа Сталина была полностью развенчана»[значимость факта?].
Похоронен в Москве, на Востряковском еврейском кладбище.

## Семья
- Жена — историк Хая Нутовна (Натановна) Дриккер (1904—1993), автор трудов по истории сельского хозяйства в Таджикистане.
  - Дочь — писатель Майя Иосифовна Брагинская (род. 1936).
  - Дочь — востоковед Ленина Иосифовна Брагинская (род. 1938, её муж — физик и литератор Виктор Яковлевич Файн).[5]
  - Сын — физик-теоретик Сталий (Станислав) Иосифович Брагинский (род. 1926), лауреат Ленинской премии (1958).
  - Сын — востоковед Владимир Иосифович Брагинский.

## Сочинения

### Критика
- Садриддин Айни: Материалы к биографии и творческой характеристике. Сталинабад, 1948
- Из истории таджикской народной поэзии: Элементы народно-поэтического творчества в памятниках древней и средневековой письменности. М., 1956
- Очерки из истории таджикской литературы. Сталинабад, 1956
- Жизнь и творчество Садриддина Айни. М., 1959[6]
- Персидская литература: Краткий очерк. М., 1963. В соавт. с Д. С. Комиссаровым
- 12 миниатюр. М., 1966[7]
- Из истории персидской и таджикской литератур: Избр. работы. М., 1972
- Проблемы востоковедения: Актуальные вопросы восточного литературоведения. М., 1974
- Проблемы творчества Садриддина Айни. Душанбе, 1974
- Исследования по таджикской культуре: (К проблеме межлитературных связей народов Советского Востока). М., 1977
- От Авесты до Айни: (Исследования по истории таджикской литературы). Душанбе, 1981
- Иранское литературное наследие. М., 1984
- Абу Абдаллах Джафар Рудаки. М., 1989